# کول-چتی (شهرستان آلای)
کول-چتی (به لاتین: Köl-Chaty) یک روستا در قرقیزستان است که در استان اوش واقع شده‌است. کول-چتی ۲۱۱ نفر جمعیت دارد.